# Navayana

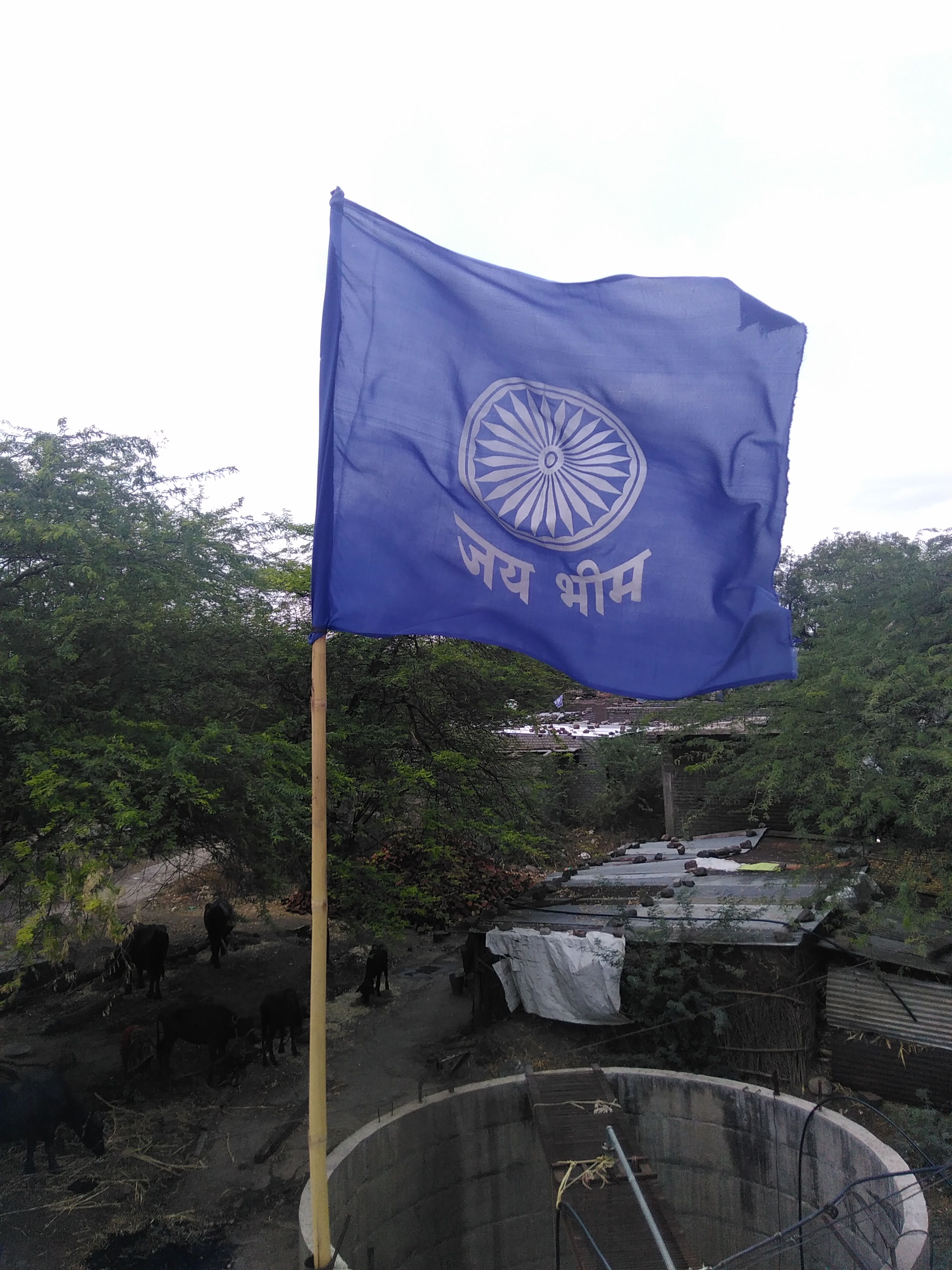
Flaggan som navayana-buddhister använder i Khasgaon, Maharashtra.

Navayana (hindi: नवयान "nya vägen") är en sekulär buddhistisk riktning grundad av den indiske juristen, politikern och medborgarrättsaktivisten B. R. Ambedkar.

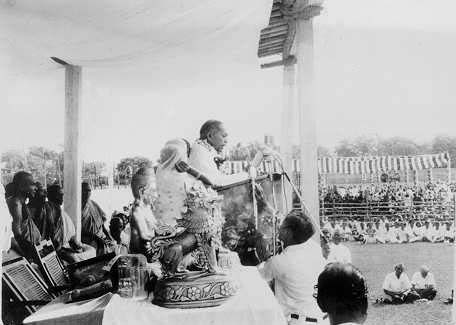
Ambedkars konvertering i Nagpur den 14 oktober 1956.

Navayana grundades år 1956, när Ambedkar, som då var Indiens justitieminister, lämnade hinduismen och konverterade till buddhismen tillsammans med fler än 200 000 andra daliter ("kastlösa") vid en ceremoni som hölls i Nagpur i Maharashtra.

## Heliga texter och doktriner
Vid sidan av traditionella buddhistiska texter är Ambedkars bok, som publicerades postumt, The Buddha and His Dhamma, central inom navayana. Ambedkar avled tre dagar efter att han blev färdig med bokens första utkast. I sin bok tilltalar Ambedkar först och främst lekmännen snarare än religiöst bildade.
Navayana räknas som en form av sekulär buddhism. Ambedkar återberättade Buddhas biografi med betoningen av hans etiska läror och gjorde nytolkningar av övernaturliga inslag. Bland annat menade han att återfödelse syftar på det faktum att atomer lever vidare efter att till exempel ett djur dött och att dessa atomer sedermera blir del av ett nytt liv. Vidare menade Ambedkar att nirvana är ett utopiskt, jämställt samhälle, snarare än ett övernaturligt tillstånd.

## Navayana i dagens Indien
Navayana är den största buddhistiska riktningen i Indien - 87 % av alla buddhister i Indien tillhör navayana. En möjlig orsak till navayanas popularitet är att daliter diskriminerats av andra hinduer och därmed lockats till navayanas egalitära läror.
Riktningens följare finns främst i delstaten Maharashtra, där 90 % av alla navayana-buddhister bor. I delstaten växer antalet följare också betydligt snabbare än i andra delar av Indien.
Navayana har också en politisk dimension: Indiens största parti, Bharatiya Janata Party, har en strävan efter att etablera ett hinduiskt samhälle. Kastsystemet har varit olagligt i Indien sedan självständigheten år 1947 men den gamla kulturen lever fortfarande kvar. Bharatiya Janata Party har stundvis framfört lagförslag som betraktats som diskriminerande gentemot daliter, vilket lett till att många daliter konverterat till buddhismen i politisk protest.

## Ambedkars 22 löften
Vid sin konvertering från hinduismen gav Ambedkar 22 löften vars centrala innehåll är att skapa en klar gräns mellan hinduismen och buddhismen och att följa buddhismens lära utan att behöva välja mellan hinayana och mahayana. Löftena är:
- Jag tror inte på Brahma, Vishnu eller Mahes och jag ska inte be till dem.
- Jag tror inte på Rama eller Krishna som anses vara gudars inkarnationer och jag ska inte be till dem.
- Jag tror inte på Gauri, Ganapati eller några andra hinduistiska gudar eller gudinnor och jag ska inte be till dem.
- Jag tror inte på Guds inkarnation.
- Jag tror eller kommer inte att tro på att Buddha är Vishnus inkarnation. Jag tror att detta är galenskap och propaganda.
- Jag deltar inte i shradda (markerande av de avlidna anfäderna) och firar inte Pitri Paksha (högtid för att minnas avlidna).
- Jag beter mig inte på ett sätt som kränker Buddhas principer och lära.
- Jag låter inte brahminer leda högtider.[förtydliga]
- Jag tror på jämlikhet mellan alla människor.
- Jag gör försöker genom mina handlingar öka jämlikheten i samhället.
- Jag följer den ädla åttafaldiga vägen.
- Jag följer Buddhas paramita.
- Jag utger medkänsla och älskande vänskap till alla varelser och jag ska skydda dem.[förtydliga]
- Jag stjäl inte.
- Jag ljuger inte.
- Jag gör inte köttsligt missdåd.[förtydliga]
- Jag använder inte rusmedel så som alkohol och droger.
- Jag lever enligt den ädla åttafaldiga vägen och visar vänskap och medkänsla mot andra varje dag.
- Jag ger upp hinduismen, som är skadlig mot mänskligheten och försvårar människors framsteg eftersom den baserar sig på ojämlikhet och jag accepterar buddhismen som min religion.
- Jag tror att buddhismen är den enda sanna religionen.
- Jag tror på återfödelse.
- Jag svär att jag lever enligt Buddhas och hans lära från och med idag.